# Baptisterio de Venasque
El baptisterio de Venasque (en francés: Baptistère de Venasque) es un baptisterio construido en la época merovingia (siglo VI) y reconstruido varias veces hasta la época románica. Se sitúa en Venasque en el departamento francés de Vaucluse en la región de Provenza Alpes Costa Azul.
Fue clasificado como monumento histórico desde 1840, fecha de la primera protección de este tipo en Francia.

## Historia

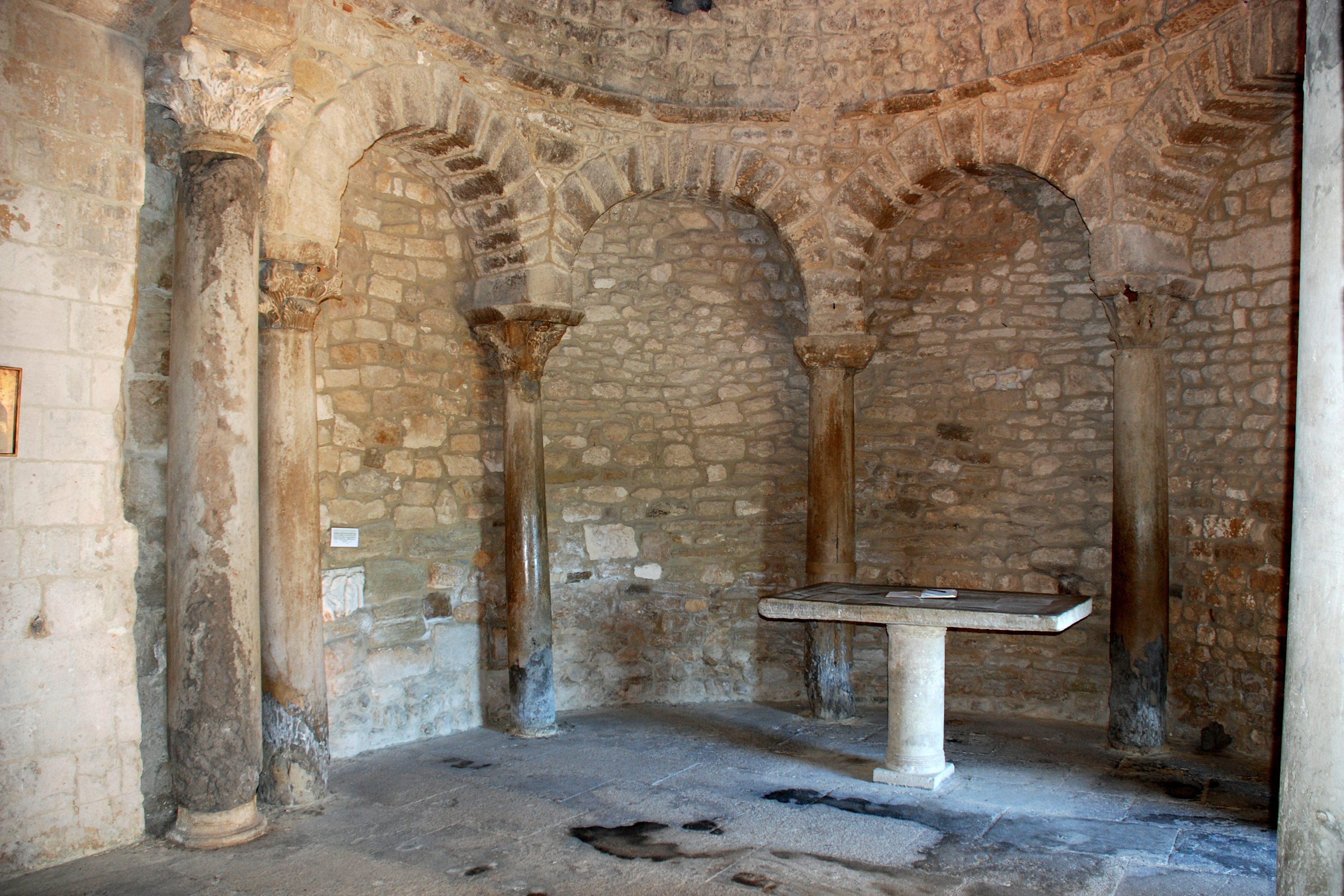
Altar y columnas monolíticas del ábside norte.

En origen, el edificio fue probablemente un templo romano consagrado a Diana, Venus o Mercurio.
Según la tradición, el baptisterio de San Juan Bautista habría sido fundado en época merovingia por san Siffrein, monje de la abadía de Lérins convertido en obispo de Venasque a finales del siglo VI.

## Función
El baptisterio fue utilizado para celebrar el bautismo por inmersión de los catecúmenos adultos.
Este bautismo solo podía ser celebrado por el obispo y tenía lugar solo dos veces al año: esto involucraba a un gran número de personas bautizadas y, por lo tanto, requería un gran edificio.

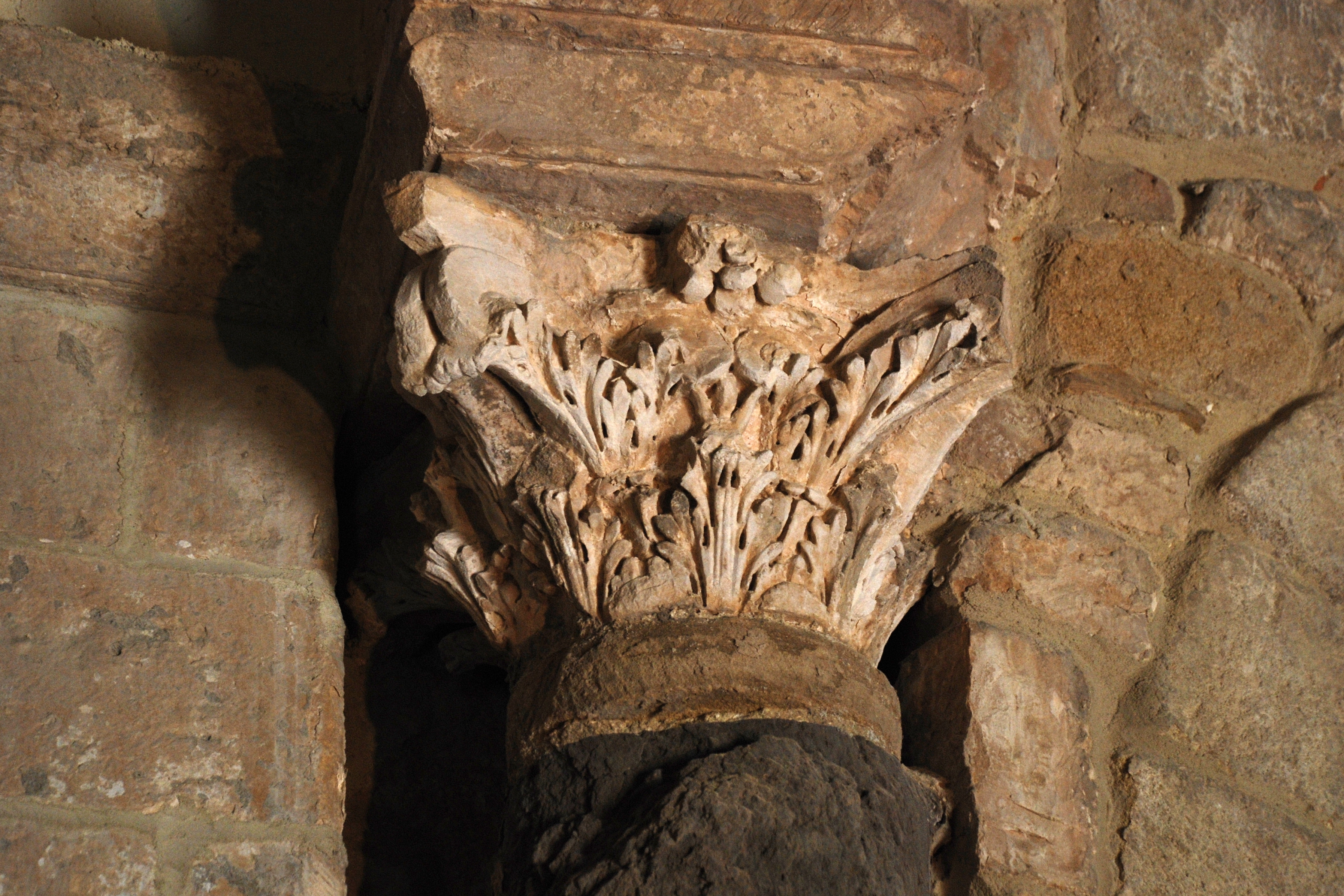
Capitel que sostiene el arco triunfal del ábside norte (probablemente reutilizado).

## Arquitectura
El edificio está formado por cuatro ábsides.
Cada uno de estos ábsides está precedido por un arco triunfal sostenido por dos grandes columnas monolíticas y tiene una bóveda de horno sostenida por cinco arcos, apoyados por seis columnas monolíticas de menor tamaño.
Parte de las columnas y capiteles probablemente sean materiales reutilizados de origen romano, mientras que algunos capiteles con acanaladuras y tracería datan de la construcción merovingia.
El ábside septentrional alberga un altar de mármol y el ábside occidental una tina de mármol, probablemente de una antigua almazara.
El baptisterio contiene una fuente bautismal octagonal descentrada.
Los cuatro ábsides se reconstruyeron en el siglo XI.

## Simbolismo
- Los cuatro ábsides representan los brazos de la cruz pero también los cuatro puntos cardinales.
- Los cinco arcos de cada uno de los ábsides representan los cinco sentidos.
- La pila bautismal lleva ocho lados: el número ocho simbolizaba la resurrección de Jesucristo, el domingo de Pascua siendo considerado como el octavo día de la creación, símbolo de una nueva creación.

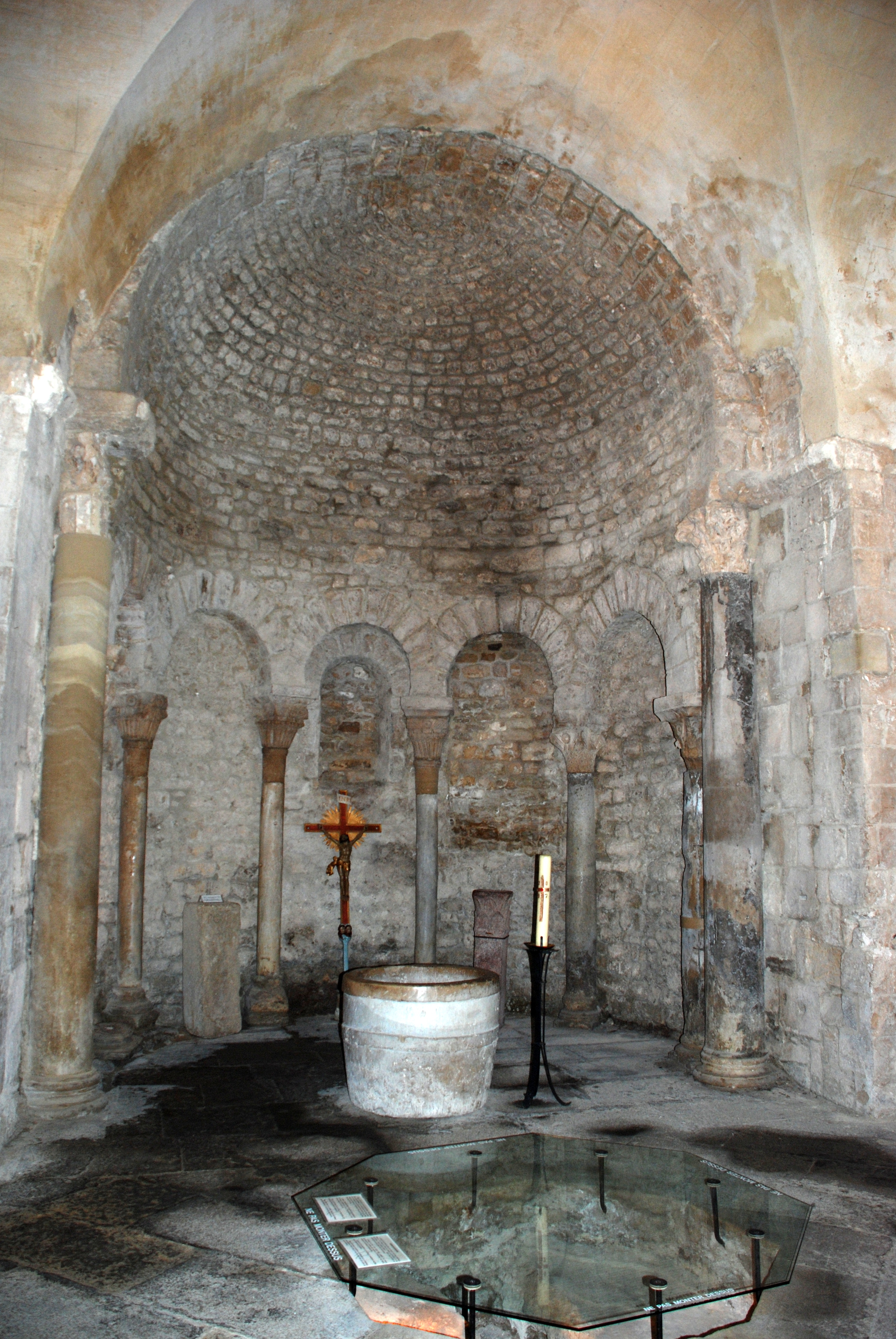
Ábside oeste
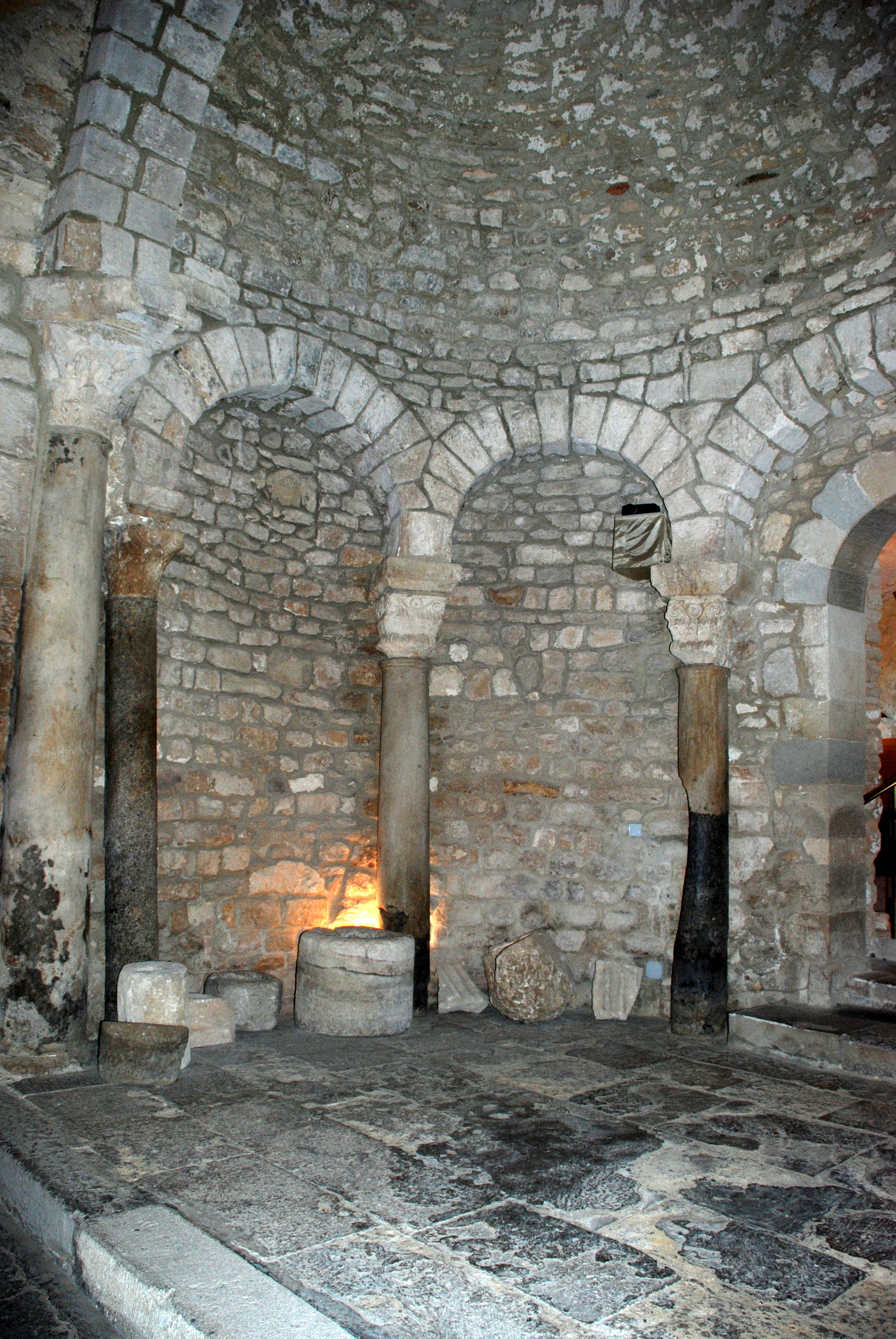
Ábside sur

## Fuente
- Impreso en el ayuntamiento de Venasque (2007)